# São João do Piauí
São João do Piauí is een gemeente in de Braziliaanse deelstaat Piauí. De gemeente telt 19.264 inwoners (schatting 2009). De plaats ligt aan de rivier de Piauí.

## Verkeer en vervoer
De plaats ligt aan de radiale snelweg BR-020 tussen Brasilia en Fortaleza. Daarnaast ligt ze aan de wegen PI-141 en PI-465.